# Cerastium armeniacum
Cerastium armeniacum là loài thực vật có hoa thuộc họ Cẩm chướng. Loài này được Gren. mô tả khoa học đầu tiên năm 1841.